# Monestir de Shio-Mgvime
El monestir de Shio-Mgvime (georgià: შიომღვიმე, literalment ‘la Cova de Shio’) és un complex monàstic medieval de Geòrgia, a prop de la ciutat de Mtskheta. Està situat en un estret congost de pedra calcària a la riba nord del riu Kura, a uns 30 km de Tbilisi, capital de Geòrgia.

## Complex Shio-Mgvime
Segons una tradició històrica, la primera comunitat monàstica en aquest lloc va ser fundada pel monjo Shio, un dels tretze pares assiris del segle vi que van arribar a Geòrgia com a missioners cristians. Es diu que sant Shio va passar els últims anys com a ermità en una cova profunda a la vora de Mtskheta, posteriorment anomenada Shiomghvime (‘la Cova de Shio’) en el seu honor. L'edifici més antic, el monestir de Sant Joan Baptista, una església cruciforme, molt simple i estricta en el disseny, de fet data d'aquest temps, c. 560-580, i les coves pels monjos encara són visibles al voltant del monestir i al llarg de la carretera que condueix al complex. L'església té una cúpula octogonal coberta amb un sostre cònic i una vegada va albergar un iconòstasi de pedra magistralment adornat que ara s'exhibeix al Museu d'Art de Geòrgia a Tbilisi. El monestir va ser una mica alterat als segles XI i XVIII, però ha conservat en gran part l'arquitectura originària.
L'església Superior (zemo eklesia), anomenada així per Theotokos, és part central del complex de Shio-Mgvime, construïda a començaments del segle xii a instàncies del rei David IV de Geòrgia. Inicialment una església amb cúpula, va ser posteriorment destruïda per una invasió estrangera i restaurada, el 1678, com una basílica. Un refetor va ser construït entre els segles XII i XVII i es comunica directament amb la cova de Sant Shio. Una petita capella del segle xii adornada amb murals medievals es troba separada en un pujol proper.

## Història

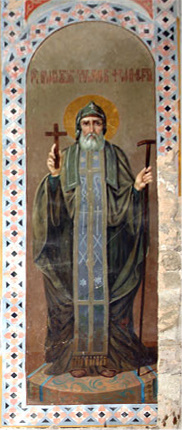
Sant Shio al monestir. Mural del

Shio-Mgvime es va convertir ràpidament en la comunitat monàstica més gran de Geòrgia i, cap a finals del segle vi, estava poblada per uns 2.000 monjos. Es va convertir en un centre viu d'activitats culturals i religioses i va romandre sota el patrocini personal del catolicós de Geòrgia. David IV de Geòrgia (1089-1125) el va convertir en un domini reial i va dictar regulacions (typicon) per al monestir (1123). La caiguda del regne medieval georgià i les incessants invasions estrangeres van provocar el declivi del monestir.
Va veure un relatiu reviscolament quan el rei georgià Jordi VIII (r. 1446-1465) va atorgar Shio-Mgvime i les seves terres a la família noble de Zevdginidze Amilakhvari, a qui el monestir va servir com a cementiri familiar fins a la dècada de 1810.
El monestir va ser devastat per les invasions perses enviades per Abbas I el Gran, de la dinastia safàvida, el 1614-1616. El príncep Givi Amilakhvari el va reconstruir el 1678, però l'ocupació otomana de Geòrgia en la dècada de 1720 va provocar una altra devastació i despoblament de Shio-Mgvime. Restaurat pel príncep Givi Amilakhvari el 1733, el monestir va ser arrasat i els monjos van ser massacrats pels perses menys de dos anys més tard. Posteriorment, Shio-Mgvime es va restaurar i l'interior es va renovar al segle xix, però mai no va recuperar la importància i paper anterior en la vida espiritual de Geòrgia. Sota el govern bolxevic, el monestir va ser tancat, però ara està obert i atreu molts pelegrins i turistes.

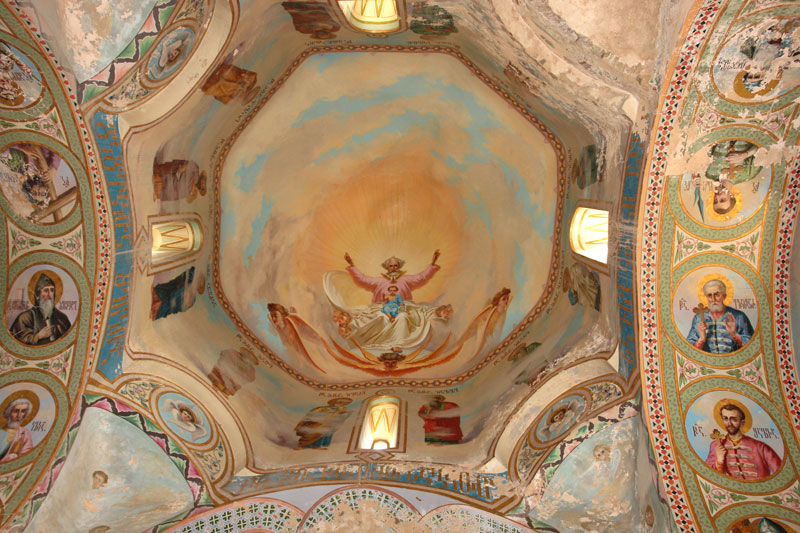
Cúpula
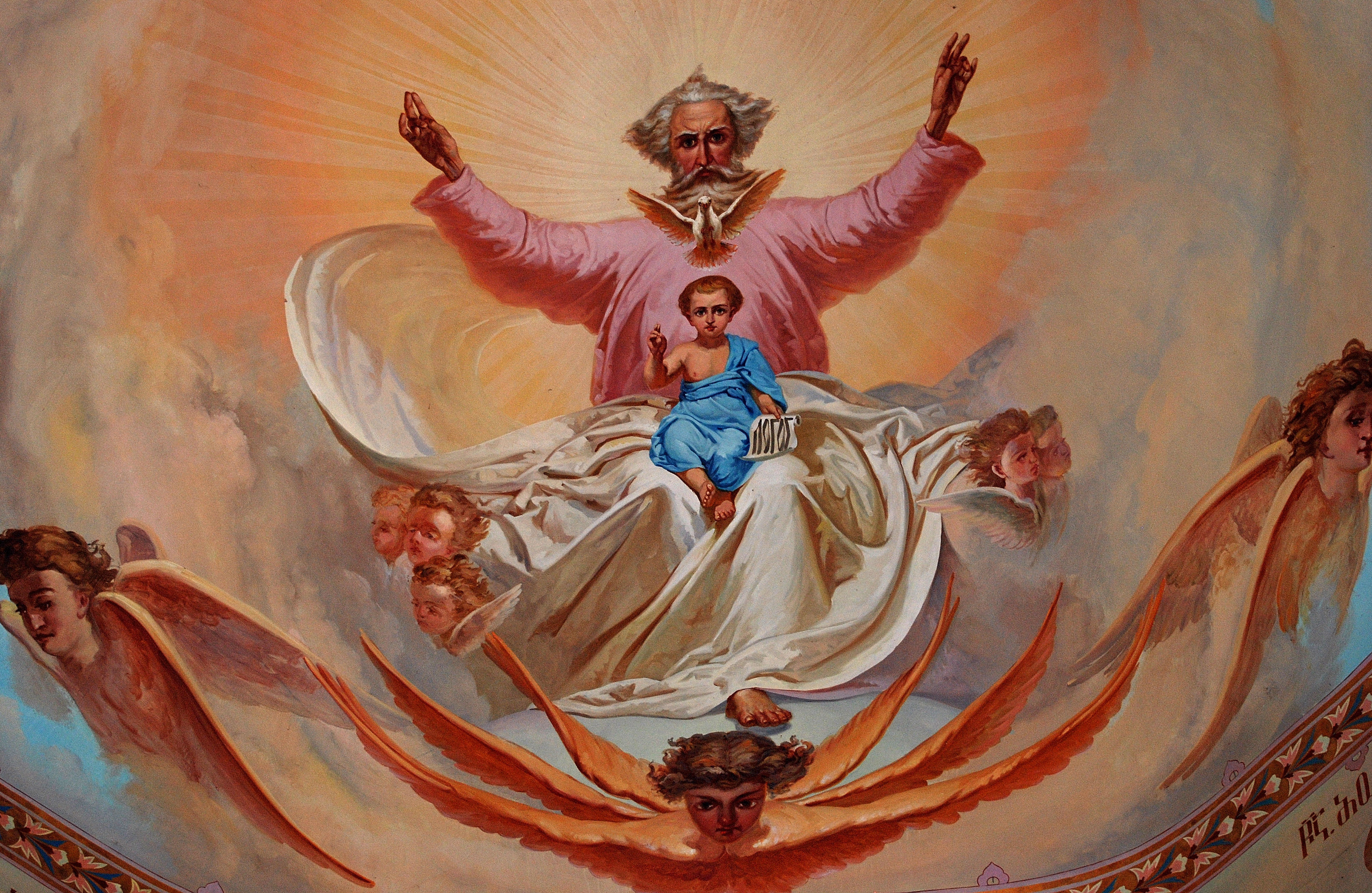
Detall de la cúpula
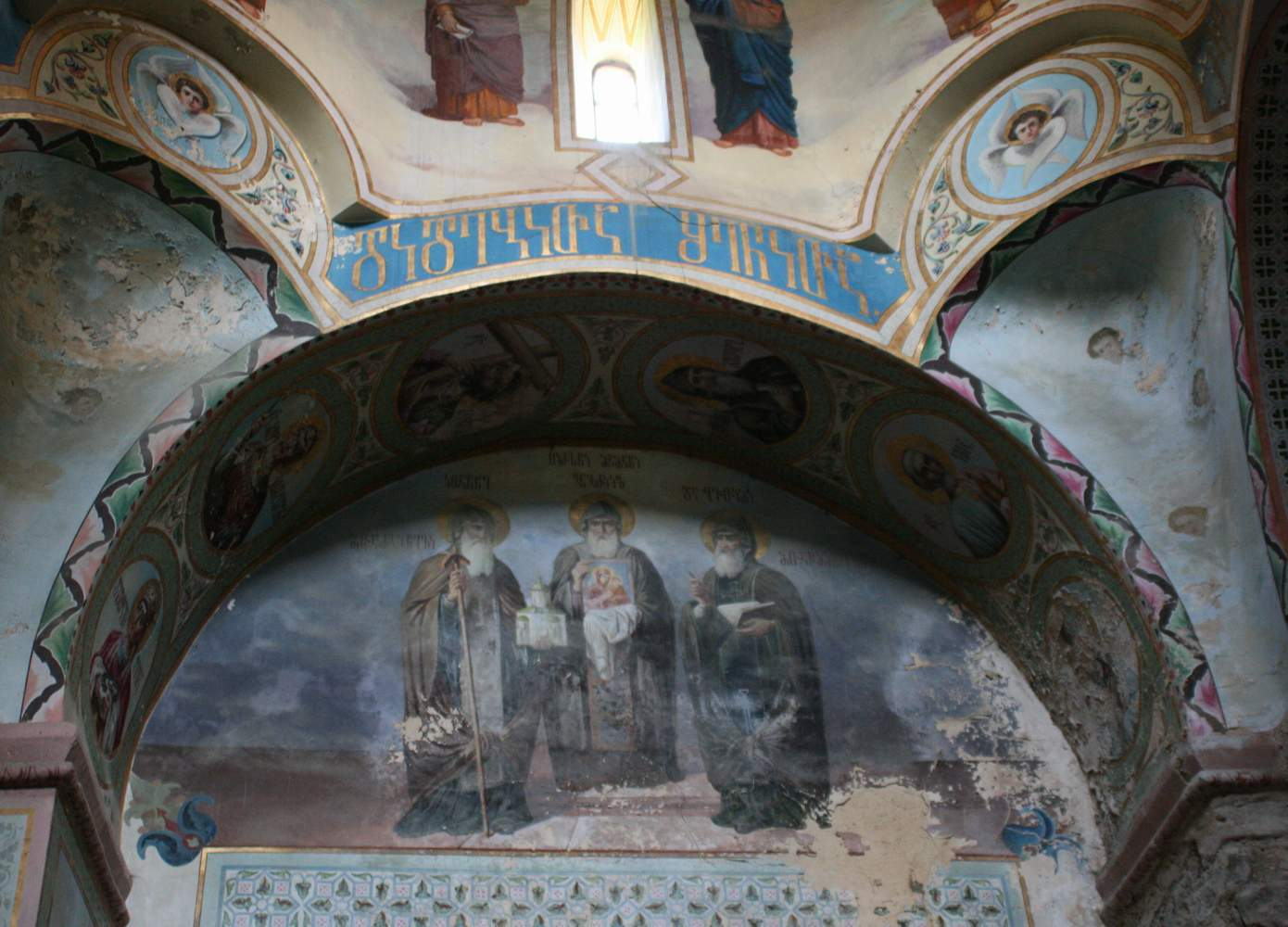
Detall de fresc
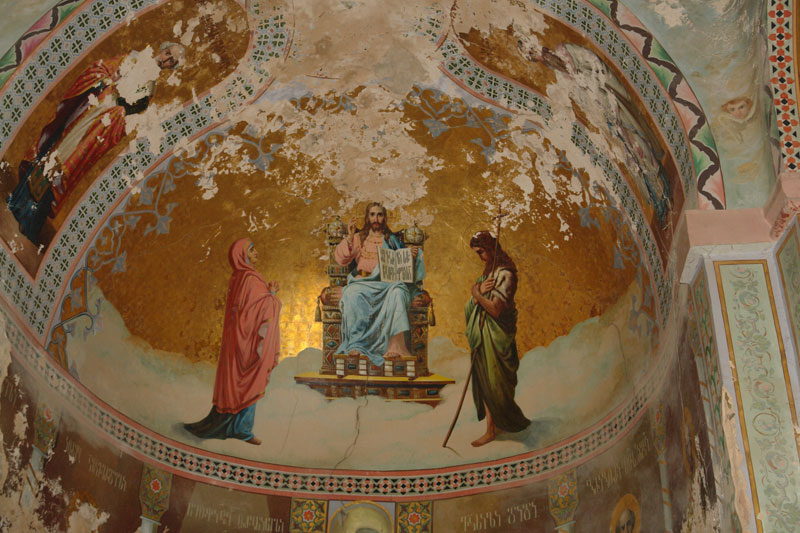
Absis pintat